# بونغو ستراي دوغز
بونغو ستراي دوغز (باليابانية: 文豪ストレイドッグス) (بالعربية: كلاب الأدب الضالة) هي سلسلة مانغا يابانية من تأليف كافكا أساغيري ورسم سانغو هاروكاوا، التي تصدر في مجلة يونغ إيس منذ عام 2012. سلسلة أنمي أقتبست المانغا من قبل ستوديو بونز بثت في عام 2016 في جزأين، الجزء الأول بُث بين 7 أبريل 2016 و 23 يونيو 2016، والجزء الثاني بُث بين 6 أكتوبر 2016 و 22 ديسمبر 2016 تركز القصة على الأفراد الموهوبين في العالم مع القوى الطبيعية الفائقة واستخدامها لأغراض مختلفة بما في ذلك عقد الأعمال التجارية، وحل الألغاز، وتنفيذ المهام التي تعينها المافيا. وتتبع القصة أساساً أعضاء «وكالة التحقيق المسلحة» وحياتهم اليومية. كما سميت معظم الشخصيات في هذه السلسلة ببعض المؤلفين الأدبيين المشهورين أو الشخصيات في أعمالهم، بما في ذلك ريونوسكي أكوتاغاوا، ناكاجيما أتسوشي، أوسامو دازاي، إيدوغاوا رانبو، كينجي ميازاوا، دوبو كونيكيدا، وأكيكو يوسانو.

## القصة
بعد أن طُردَ من الميتم وأصبح على شفا حفرة من الموت جوعاً، يقابل ناكاجيما أتسوشي رجلين غريبين. أحدهما هو دازاي أوسامو، مدمنُ انتحار حاول إغراق نفسه في النّهر في وضح النّهار. والآخر مرتدي النظّارات كونيكيدا دوبو، يقف بعصبية وهو يقلب بين صفحات مذكّرته. كُلّ منهما عضوٌ بوكالة التّحقيق المسلّحة والتي يقال أنّها تختصّ في حلّ الحوادث التي لا يمكن للشرطة والقوات المسلّحة حتّى أن يقتربا منها. حيث ينتهي بأتسوشي الحال يرافقهما للتخلّص من نمرٍ آكلٍ للبشر يثير الرّعب بالسكّان.

## روابط خارجية
- بونغو ستراي دوغز على موقع ANN manga (الإنجليزية)